# Charles de Baillet

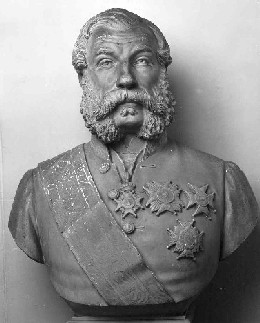
Buste van Charles de Baillet door Guillaume Geefs

Charles Léon de Baillet (Antwerpen, 6 april 1812 - Namen, 26 november 1875) was een Belgisch provinciegouverneur.

## Biografie

### Familie
Charles-Léon de Baillet was een zoon van Charles de Baillet (1780-1843), lid van de Provinciale Staten van Antwerpen, en Jeanne Guyot (1788-1844). Hij was een kleinzoon van graaf Jean de Baillet, burgemeester van Antwerpen.
Hij trouwde in 1841 in Antwerpen met Henriette Cogels (1816-1862), dochter van Hendrik Cogels, lid van de Tweede Kamer en lid van het Nationaal Congres. Ze kregen een dochter. Na haar dood hertrouwde hij in 1865 in Evergem met de Gentse Georgine Bauwens (1845-1879). Ze kregen een zoon en drie dochters. Slechts de oudste dochter, Alix de Baillet (1841-1882), trouwde. Haar man was jhr. Arthur de Beughem de Houtem, burgemeester van Lippelo en senator. Ze kregen een zoon en twee dochters, met afstammelingen tot heden. De vier andere kinderen bleven ongehuwd.

### Loopbaan
De Baillet was aanvankelijk ambassadesecretaris. In het Belgisch koninkrijk werd hij provincieraadslid van Antwerpen (1844-1848) en arrondissementscommissaris van Antwerpen en Mechelen.
Van 1853 tot 1875 was hij gouverneur van Namen.